# Louis de Montmorency-Fosseux
Louis de Montmorency-Fosseux fue un noble y militar francés del siglo XV, miembro de la Casa de Montmorency.

## Biografía
Fue el segundo hijo del primer matrimonio de Jean II de Montmorency, Señor y Barón de Montmorency -“por la gracia de Dios”- y Señor de Écouen, de Damville, de Conflans-Sainte-Honorine y de Vitry, y de Jeanne de Fosseux, Dama de Fosseux, de Nivelles, de Hauteville y de Wismes.
Fue Chambelán de S.M. el Rey Carlos VIII de Francia. En 1450, sirvió bajo las órdenes de S.M. Carlos VII de Francia en la recuperación de Normandía y con Juan de Borgoña, Conde de Étampes, en la conquista del puente de Espierres sobre los ganteses.
En 1464, y en contra de la voluntad de su padre, se unió a las fuerzas de Carlos “El Temerario”, Duque de Borgoña y Conde de Charolais en la guerra llamada de “Bien Público” contra S.M. el Rey Luis XI de Francia, donde comandó un batallón de 200 lanceros en la sangrienta batalla de Montlhéry, donde el monarca francés fue derrotado.

## El desheredamiento

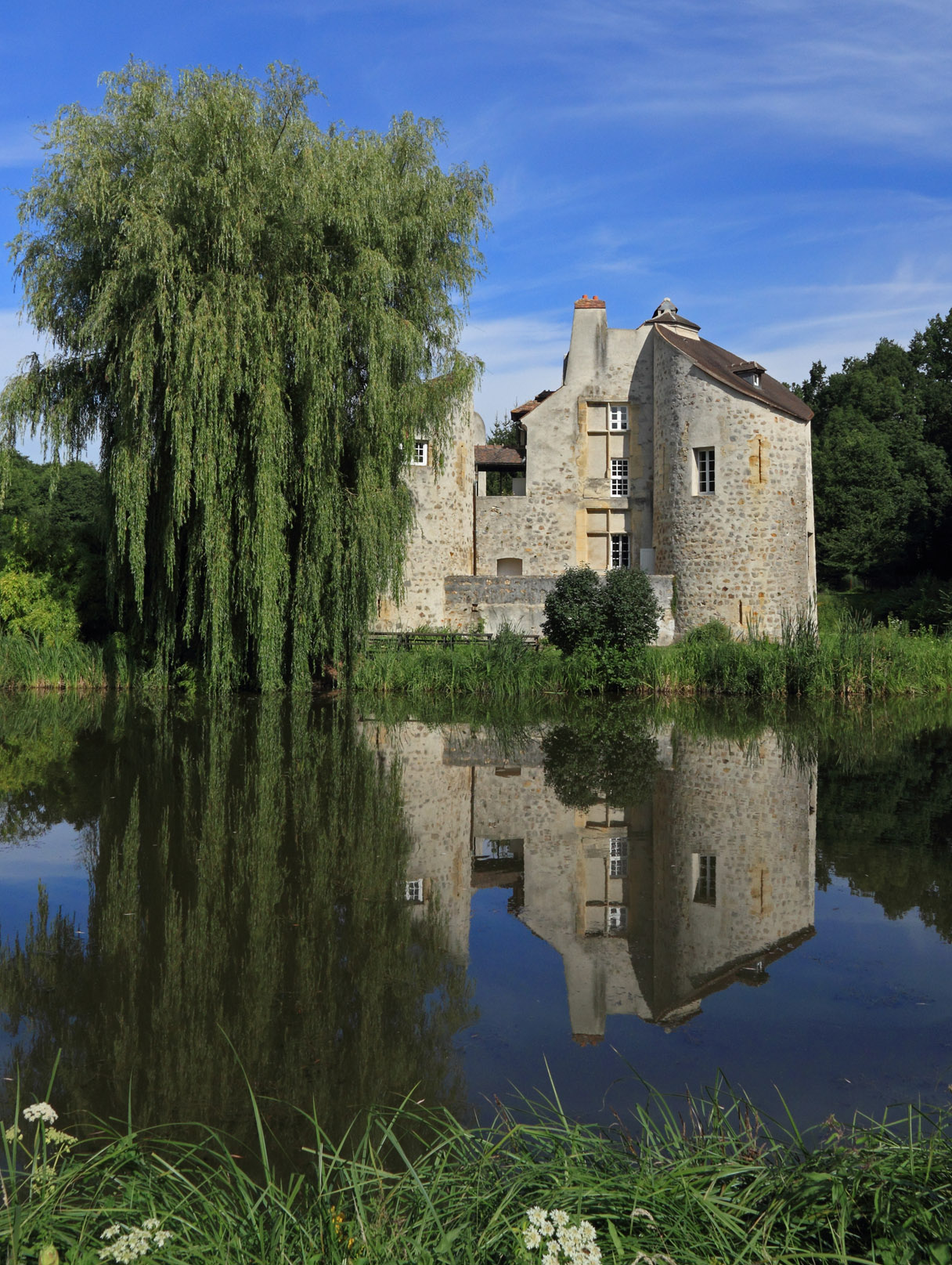
El Castillo de La Chasse, ubicado en el centro del Bosque de Montmorency, donde se pronunció el desheredamiento de los hermanos Jean III y Louis de Montmorency-Fosseux.

A causa de haberse opuesto al segundo matrimonio de su padre y, sobre todo, por haber tomado partido –y las armas- en contra del Rey de Francia, contraviniendo de esta forma todos los innumerables exhortos dados para que recapacitase, su progenitor, Juan II de Montmorency-Fosseux, enfureció a tal punto por la rebeldía y desobediencia de sus dos hijos mayores que, previa entrevista con el Rey, tomó la decisión de desheredarlo a él y a su hermano mayor Jean III de Montmorency-Fosseux, Señor de Nivelles, de todos los bienes y derechos que les pertenecían a ambos en la Casa del “Primer Barón Cristiano” y “Primer Barón de Francia”, de la cual, Jean II era el jefe y pariente mayor. El asunto convulsionó a la alta nobleza francesa de la época.
El desheredamiento de los hermanos Montmorency-Fosseux, se pronunció oficialmente el 24 de julio de 1463 en el Castillo de La Chasse, situado en el corazón del Bosque de Montmorency, acto que fue aplaudido por Luis XI, quien consideró leal y ejemplarmente severa la decisión tomada por el "pater familiæ". 
A consecuencia de esto y, siguiendo el consejo y la voluntad de S.M. el Rey, la antiquísima Baronía de Montmorency, fue heredada por el medio hermano de Juan III y Louis de Montmorency-Fosseux, Guillaume de Montmorency-Fosseux, único hijo de su padre y de la segunda mujer de este, Marguerite d'Orgemont, Dama de Chantilly.
Una vez fallecido su padre Juan II, Louis de Montmorency-Fosseux demandó a su medio hermano Guillaume, Barón de Montmorency, con el propósito de recuperar los bienes que le correspondían como hijo del primer matrimonio de su padre, sin embargo, ambos medios hermanos llegaron a un acuerdo en 1483, obteniendo Louis para sí, la rica Baronía de Fosseux.
Louis de Montmorency-Fosseux, falleció en el viaje de peregrinación que hizo a Santiago de Compostela en el año 1490.

## Títulos
- Barón de Fosseux
- Señor de Barly
- Señor de Hauteville
- Señor de La Tour de Chaumont-en-Vexin
- Consejero de la Casa Real
- Chambelán de S.M. el Rey Carlos VIII de Francia

## Matrimonio y descendencia

Escudo de armas de la Casa de Wavrin-Wastines.

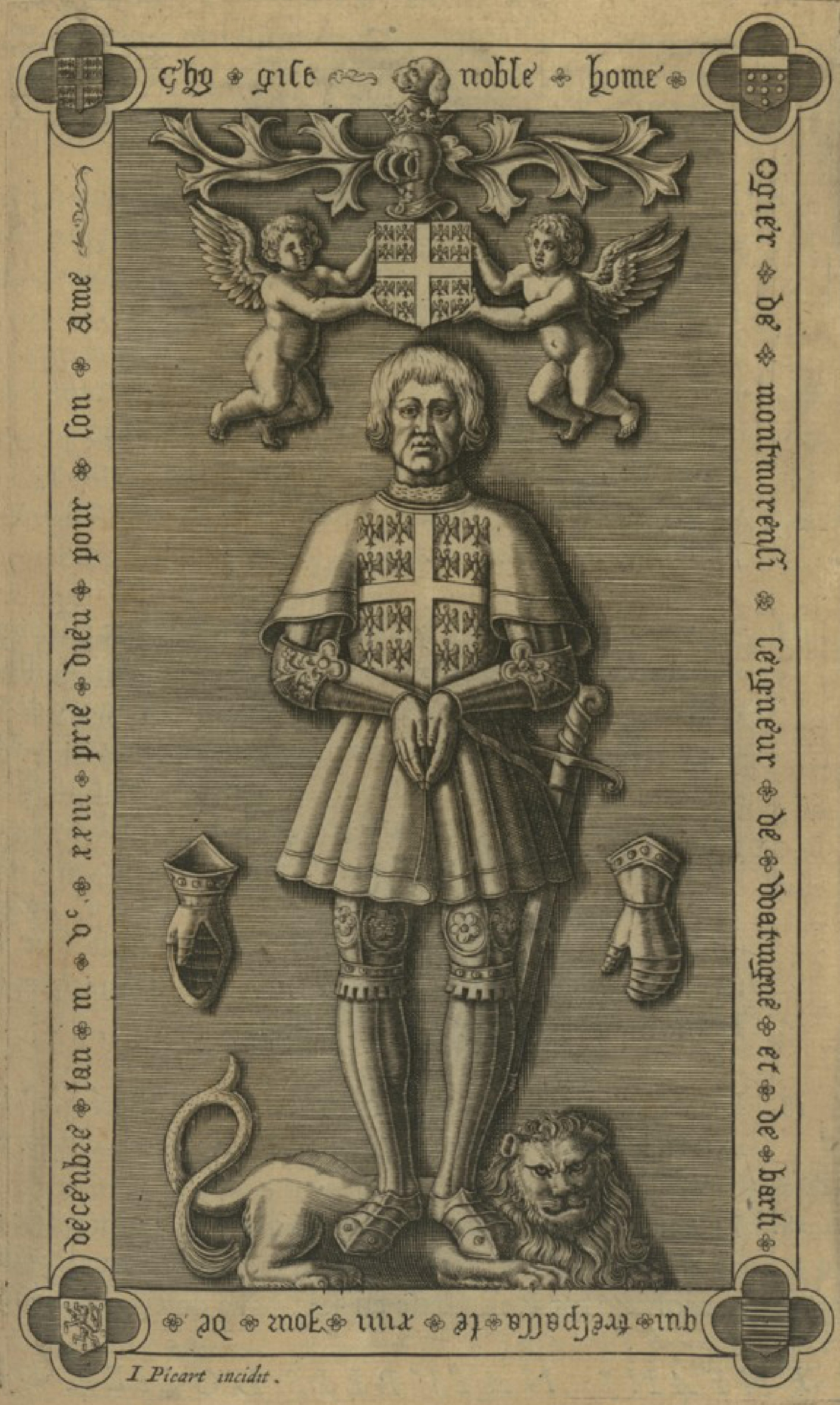
Lápida funeraria de Ogier de Montmorency-Wastines, Barón de Wastines.

Contrajo matrimonio con Marguerite de Wastines, Dama de Nomaing y de Roupy, hija del Caballero Jean de Wastines-Wavrin, Señor de Wastines, y de Marguerite d'Auberchicourt.
Fueron los padres de:
- 1. Rolland de Montmorency-Fosseux.
- 2. Ogier de Montmorency-Wastines, fue Barón de Wastines y fundador de la Rama de Wastines de la Casa de Montmorency. Casó en 1486 con Anne de Vandegies, Dama de Vendegies, de Ruenne y de Bersée. Miembros de esta rama de la familia, radicada en los Países Bajos Austríacos y en Flandes y muy unida a la Casa de Austria, llevaron el título de Príncipes de Robecque, Condes de Estaires y de Morbecque y Vizcondes de Aire, y fueron Caballeros del Toisón de Oro y de la Orden del Espíritu Santo, Grandes de España de Primera Clase, alcanzando los más altos cargos en la corte archiducal de S.A.I.R. Felipe II, Archiduque de Austria y posteriormente, Rey de España. Muchos fueron también coroneles del Regimiento de Guardias Wallonas sirviendo en España. La descendencia se unió a los Condes de Blois-Trêlon, a los Príncipes de Ligne-Aremberg, a los Príncipes de Brandenburg, a los Príncipes de Croÿ-Solré, a los Príncipes de Mérode, a los Príncipes de La Rochefoucauld-Estissac, a los Príncipes Spínola, a los Príncipes T'Serclaes-Tilly, etc.
- 3. Jean de Montmorency-Roupy, Caballero, Señor de Roupy y de Nomaing, fundador de la Rama de Roupy de la Casa de Montmorency. Contrajo matrimonio con Jeanne-Henriette de Bercus, con sucesión.